# Техник-сержант

Нашивка техника-сержанта Военно-воздушных сил США с 1998 года

Нарукавный шеврон техника-сержанта времён Второй мировой войны

Нарукавный шеврон техник-сержанта Корпуса морской пехоты США со времен Второй мировой войны до 1958 года)

Техник-сержант  (англ. Technical Sergeant) — воинское звание сержантского состава в Военно-воздушных силах США и Вооружённых силах страны.
В прошлом также существовало воинское звание техник-сержант в Армии США и Корпусе морской пехоты США.
В Военно-воздушных силах США это звание относится к шестой степени военной иерархии (E-6) и располагается выше воинского звания штаб-сержант и ниже воинского звания мастер-сержант.
Воинское звание техник-сержант существовало в Корпусе морской пехоты США до 1958 года. С 1941 до 1946 года оно было эквивалентно второй ступени иерархии вместе с комендор-сержантом. С 1947 до 1958 года ранг техник-сержанта морской пехоты относился к шестому рангу воинских званий. После реорганизации в 1959 году звание было упразднено.
В Армии США звание техник-сержант существовало в период с Первой мировой войны до 1948 года; впоследствии оно было переименовано в звание сержанта первого класса.